# マイク・コナーズ
マイク・コナーズ（Mike Connors、本名：クリコール・オハニアン(Krekor Ohanian)、1925年8月15日 - 2017年1月26日）は、アメリカ合衆国の俳優。タッチ・コナーズ(Touch Conners)、マイケル・コナーズ(Michael Conners)名義もある。

## 来歴
カリフォルニア州フレズノ出身。アルメニア系アメリカ人。第二次世界大戦中は陸軍航空軍に入隊、戦後に除隊して奨学金を受けてカリフォルニア大学ロサンゼルス校に入学、バスケットボール選手として活躍。名将と言われたジョン・ウッデンの指導を受けるが、同大学を訪れた映画監督のウィリアム・A・ウェルマンの目にとまり、1952年にデビュー。
当初はB級ホラー映画や、『マーベリック』、『シャイアン』、『ブロンコ』などの西部劇ドラマの悪役が多かったが、1959年から始まったテレビドラマ『タイトロープ』に主人公の潜入捜査官ニック・ストーン役で主演し、ハンサムでタフな風貌と鮮やかなガンアクションで人気を得る。
1967年から1975年まで、テレビドラマ『マニックス』で主人公の私立探偵ジョー・マニックス役で主演、ゴールデングローブ賞主演男優賞（テレビドラマ部門）に6回ノミネートされて1回受賞、プライムタイム・エミー賞に4回ノミネートされるなど高い評価を受け、彼の代表作となった。その後、テレビドラマ『陽気なルーシー』や『Dr.マーク・スローン』に同じジョー・マニックス役でゲスト出演している。
2008年、『マニックス』のDVDリリースに際し、第1シーズンの共演者ジョセフ・キャンパネラとともに特典映像のインタビューに応え、オーディオ・コメンタリーも担当した。
2011年5月、コナーズは『マニックス』のDVDについてCBSテレビとパラマウントに対して、ロイヤリティが未払いであるとして訴訟を起こした。
2017年1月26日、白血病のため死去。カリフォルニア州の病院で、家族に見守られ安らかに息を引き取った。

## 主な出演作品

### 映画
- 突然の恐怖 Sudden Fear	(1952)
- 男の叫び Island in the Sky (1953)
- ファイブ・ガン/あらくれ五人拳銃 Five Guns West (1955)
- 讃美歌と拳銃 The Twinkle in God's Eye (1955)
- 原子怪獣と裸女 Day the World Ended (1955)
- 女囚大脱走 Swamp Women (1956)
- 密林の豹人 Jaguar (1956)
- 十戒 The Ten Commandments (1956)
- 女黄金鬼 Voodoo Woman (1957)
- スーサイド・バタリオン Suicide Battalion (1958)
- ちょっとご主人貸して Good Neighbor Sam (1964)
- 愛よいずこへ Where Love Has Gone (1964)
- ハーロウ Harlow (1965)
- 戦場はどこだ! Situation Hopeless... But Not Serious (1965)
- 駅馬車 Stagecoach (1965)
- 殺しのビジネス Se tutte le donne del mondo / Kiss the Girls and Make Them Die (1966)
- ヨットハーバー殺人事件 The Killer Who Wouldn't Die (1976) テレビ映画
- アバランチエクスプレス Avalanche Express (1979)
- 恐怖のバースデイ・パーティ High Midnight (1979) テレビ映画
- 遊園地大爆破 The Death of Ocean View Park (1979) テレビ映画
- ナイトキル Nightkill (1980)
- アースリングス Earthlings (1984) テレビ映画
- 仮面のレジデンス Too Scared to Scream (1985)
- バトル・ファイター Fist Fighter (1988)
- 傷心/ジェームズ・ディーン愛の伝説 James Dean: Race with Destiny (1997)
- スーパー・デイブ それいけ!おバカなスタントマン! The Extreme Adventures of Super Dave (2000) クレジットなし

### テレビドラマ
- State Trooper (1956 - 1959)
- マーベリック Maverick (1957)
- ソニー号空飛ぶ冒険 Whirlybirds (1957 - 1959)
- スタジオ57 Studio 57 (1958)
- タイトロープ Tightrope (1959 - 1960)
- マニックス Mannix (1967 - 1975)
- スケルトンの大笑劇場 The Red Skelton Show (1968 - 1970)
- FBI・フォーメーション5 Today's FBI (1981 - 1982)
- ラブ・ボート The Love Boat (1981 - 1982)
- 戦争と追憶 War and Remembrance (1988 - 1989) テレビミニシリーズ
- ジェシカおばさんの事件簿 Murder, She Wrote (1989,1995)
- ハーキュリーズ Disney's Hercules: The Animated Series (1998 - 1999) テレビアニメ、声の出演
- チャーリー・シーンのハーパー★ボーイズ Two and a Half Men (2007)

### CM
- キヤノン キヤノンズーム8（1961年。ACC第1回TV部門第6種2位）[7]